# Wilhelm Schäfer (Jurist)
Wilhelm Schäfer (geboren 24. Februar  1902 in Blaubeuren; gestorben 27. Dezember 1979 in Tübingen) war ein deutscher Landrat im Nationalsozialismus und im deutsch besetzten Generalgouvernement.

## Leben
Wilhelm Schäfer war der Sohn eines Oberamtspflegers und besuchte die evangelische Lateinschule. Er studierte von 1921 bis 1925 in Tübingen und München Rechtswissenschaften und promovierte 1926, als Korporierter gehörte er zum Tübinger Lichtenstein. Nach dem Referendariat war er 1928 zunächst stellvertretender Amtsrichter in Eßlingen am Neckar und Backnang. 1931 wurde er Polizeidirektor in Ulm und im Folgejahr in Göppingen. Da er einmal einen SA-Aufmarsch verboten hatte, geriet er zunächst auf die Liste der Beamten, die 1933 wegen politischer Tätigkeit nach dem Gesetz zur Wiederherstellung des Berufsbeamtentums entlassen werden sollten. Zudem hatte er mit den württembergischen Landräten Karl Knapp (Freudenstadt), Karl August Zeller (Herrenberg) und Fritz Geißler (Mergentheim) dem St.-Georgs-Orden angehört, einer Geheimgesellschaft, die von den Nationalsozialisten misstrauisch beäugt wurde, 1934 als ein „Selbstschutzbund“ jedoch deren Anerkennung erhielt. Schäfers berufliche Karriere nahm daher von 1933 bis April 1935 einen Umweg als stellvertretender Landrat in Ulm, um danach als Landrat im Landkreis Crailsheim wieder in normalen Bahnen zu laufen. Dazu beigetragen hatte auch, dass er am 1. Mai 1933 der NSDAP und am 24. November 1934 der SA beigetreten war.
Mit der deutschen Besetzung Polens nach Ausbruch des Zweiten Weltkrieges wurde er am 29. September 1939 Kreishauptmann im Kreis Busko im Distrikt Radom, seine Distriktgouverneure waren Karl Lasch (bis 1941) und Ernst Kundt (bis 1945). Schäfer kehrte im Februar 1945 wieder auf seinen Landratsposten in Crailsheim zurück, den er in der Zeit seiner Tätigkeit im Generalgouvernement noch nominell innehatte.
Nach Kriegsende wurde er bis zum 1. Dezember 1945 interniert und arbeitete danach in einer Essigfabrik in Tübingen, wo er Prokura erhielt. Bei der Entnazifizierung wurde er als Mitläufer eingestuft. Das nach 1959 eingeleitete Ermittlungsverfahren wegen seiner Beteiligung an den NS-Verbrechen im besetzten Polen wurde am 30. November 1967 bei der Staatsanwaltschaft Stuttgart eingestellt, nachdem deutsche Staatsanwaltschaften seit 1963 das Ermittlungsverfahren hin- und hergeschoben hatten, um es nicht bearbeiten zu müssen, obwohl die Zentrale Stelle eine Tatbeteiligung für möglich hielt.

## Beteiligung an den NS-Verbrechen
Schäfer hatte fünf Jahre lang das Amt als höchster Verwaltungsbeamter des Landkreises Busko inne. Die Kreisstadt Busko hatte 1931 einen jüdischen Bevölkerungsanteil von 37 %, 1.500 von 5.000 Einwohnern.
Im Dezember 1940 wurden 1.500 Juden aus der Bezirkshauptstadt Radom in die Kreisstadt Busko deportiert, im Februar 1941 weitere 1.000. In Busko wurden 1941 zwei Ghettos errichtet, um die Juden des Kreises zu erfassen, zu konzentrieren und gefangen zu halten. Da die Bewohnung auf bis zu 20 Personen pro Wohnung anstieg, brach dort eine Typhus-Epidemie aus.
In Stolpia Nowa wurde im Sommer 1941 in einem Steinbruch ein Zwangsarbeitslager für Juden eingerichtet, in der Gemeinde Stopnica ein Ghetto mit ca. 5.000 Insassen und je ein Arbeitslager für Männer und für Frauen. Die Ghettos im Kreis Busko wurden im Oktober 1942 aufgelöst, als ihre Bewohner in das Vernichtungslager Treblinka deportiert wurden.